# Liste der belletristischen Buchtitel auf der New-York-Times-Bestsellerliste 2023
Die Liste der belletristischen Buchtitel auf der New-York-Times-Bestsellerliste 2023 enthält alle 191 literarischen Werke, welche sich im Kalenderjahr als Hardcover-Ausgaben auf der wöchentlich erscheinenden, 15 Positionen umfassenden Bestsellerliste platziert hatten.
Mit 52 Wochen konnte sich Bonnie Garmus mit ihrem Buch über eine Chemikerin und Fernsehköchin aus den 60er Jahren in jeder Ausgabe der Bestsellerliste im Jahr 2023 platzieren, aber auch Barbara Kingsolver mit ihrem Coming-of-Age-Roman über einen Jungen aus einem Trailerpark in Virginia war 51 Wochen auf der Liste. Gabrielle Zevin’s Buch über die Beziehung von Computerspielentwicklern in den 1990er war 36 Wochen auf der Bestsellerliste zu finden und der Fantasy-Roman (Fourth Wing) über eine Drachenreiterin von Rebecca Yarros platzierte sich 32 Wochen. Der das 20. Jahrhundert umfassende Roman über eine indische Familie von Abraham Verghese war 31 Wochen auf der New-York-Times-Bestsellerliste.
Mit 14 Buchtiteln konnte die Little, Brown and Company die meisten Bücher auf der Liste platzieren, gefolgt von Atria mit 13 Titeln. Delacorte und Harper steuerten jeweils 10 Buchtitel von ihren Verlagen bei.
| Autor                                         | Titel                                                  | Deutscher Titel                                                                     | Anzahl Nr. 1 Platzierungen |
| --------------------------------------------- | ------------------------------------------------------ | ----------------------------------------------------------------------------------- | -------------------------- |
| Stacey Abrams                                 | Rogue Justice                                          |                                                                                     |                            |
| Mitch Albom                                   | The Little Liar                                        |                                                                                     |                            |
| Mary Kay Andrews                              | Big Lights, Big Christmas                              |                                                                                     |                            |
| Jennifer L. Armentrout                        | A Fire in the Flesh                                    | Fire in the Flesh – Eine Liebe im Schatten                                          |                            |
| Jennifer L. Armentrout                        | A Soul of Blood and Ash                                | Soul and Ash – Liebe kennt keine Grenzen                                            |                            |
| Jennifer L. Armentrout                        | Fall of Ruin and Wrath                                 | Ruin and Wrath                                                                      |                            |
| David Baldacci                                | Simply Lies                                            | Gefährliches Komplott                                                               |                            |
| David Baldacci                                | The Edge                                               |                                                                                     | 1                          |
| Leigh Bardugo                                 | Hell Bent                                              | Wer die Hölle kennt                                                                 | 1                          |
| Julia Bartz                                   | The Writing Retreat                                    |                                                                                     |                            |
| Don Bentley                                   | Tom Clancy: Flash Point                                |                                                                                     |                            |
| Don Bentley                                   | Tom Clancy: Weapons Grade                              |                                                                                     |                            |
| Marie Benedict Victoria Christopher Murray    | The First Ladies                                       |                                                                                     |                            |
| Steve Berry                                   | The Last Kingdom                                       |                                                                                     |                            |
| Olivie Blake                                  | Masters of Death                                       |                                                                                     |                            |
| C. J. Box                                     | Storm Watch                                            |                                                                                     | 1                          |
| Carissa Broadbent                             | The Serpent and the Wings of Night                     | The Serpent and the Wings of Night (Crowns of Nyaxia 1)                             |                            |
| Geraldine Brooks                              | Horse                                                  |                                                                                     |                            |
| Millie Bobby Brown Kathleen McGurl            | Nineteen Steps                                         | Neunzehn Stufen                                                                     |                            |
| Pierce Brown                                  | Light Bringer                                          | Red Rising: Zeitalter des Lichts (dt. 2 Bände)                                      |                            |
| Sandra Brown                                  | Out of Nowhere                                         | Sicher bist du nie                                                                  |                            |
| Jim Butcher                                   | The Olympian Affair                                    |                                                                                     |                            |
| Marc Cameron                                  | Tom Clancy: Red Winter                                 |                                                                                     |                            |
| Jack Carr                                     | Only the Dead                                          |                                                                                     | 1                          |
| Katherine Center                              | Hello Stranger                                         |                                                                                     |                            |
| Shannon Chakraborty                           | The Adventures Of Amina Al-Sirafi                      | Die Abenteuer der Piratin Amina al-Sirafi                                           |                            |
| Lee Child Andrew Child                        | No Plan B                                              |                                                                                     |                            |
| Lee Child Andrew Child                        | The Secret                                             |                                                                                     |                            |
| Richard Chizmar                               | Becoming the Boogeyman                                 |                                                                                     |                            |
| Cassandra Clare                               | Sword Catcher                                          | Sword Catcher – die Chroniken von Castellan                                         |                            |
| Harlan Coben                                  | I Will Find You                                        | Nur für dein Leben                                                                  | 1                          |
| Michael Connelly                              | Desert Star                                            | Wüstenstern                                                                         |                            |
| Michael Connelly                              | Resurrection Walk                                      |                                                                                     |                            |
| Patricia Cornwell                             | Unnatural Death                                        |                                                                                     |                            |
| S. A. Cosby                                   | All the Sinners Bleed                                  | Der letzte Wolf                                                                     |                            |
| Elle Cosimano                                 | Finlay Donovan Jumps The Gun                           |                                                                                     |                            |
| Justin Cronin                                 | The Ferryman                                           | Ferryman                                                                            |                            |
| Dirk Cussler                                  | Clive Cussler: The Corsican Shadow                     | Der Schatten des Korsen                                                             |                            |
| Laura Dave                                    | The Last Thing He Told Me                              | Beschütze Sie                                                                       |                            |
| Nelson DeMille Alex DeMille                   | Blood Lines                                            |                                                                                     |                            |
| Hernan Diaz                                   | Trust                                                  | Treue                                                                               |                            |
| Bret Easton Ellis                             | The Shards                                             | The Shards                                                                          |                            |
| Janet Evanovich                               | Dirty Thirty                                           |                                                                                     | 1                          |
| Janet Evanovich                               | Going Rogue                                            |                                                                                     |                            |
| Ken Follett                                   | The Armour of Light                                    | Die Waffen des Lichts                                                               |                            |
| Megan Fox                                     | Pretty Boys are Poisonous                              |                                                                                     |                            |
| Robert Galbraith                              | The Running Grave                                      | Das strömende Grab                                                                  |                            |
| Bonnie Garmus                                 | Lessons In Chemistry                                   | Eine Frage der Chemie                                                               | 13                         |
| Jessica George                                | Maame                                                  | Maame                                                                               |                            |
| Chloe Gong                                    | Immortal Longings                                      | Immortal Longings – Ein Spiel auf Liebe und Tod                                     |                            |
| Amanda Gorman                                 | The Hill we Climb                                      | Den Hügel hinauf                                                                    |                            |
| Mark Greaney                                  | Burner                                                 |                                                                                     |                            |
| John Grisham                                  | The Boys from Biloxi                                   | Feinde                                                                              |                            |
| John Grisham                                  | The Exchange                                           | Die Entführung                                                                      | 2                          |
| Lauren Groff                                  | The Vaster Wilds                                       | Die weite Wildnis                                                                   |                            |
| Thea Guanzon                                  | The Hurricane Wars                                     | The Hurricane Wars                                                                  |                            |
| Matt Haig                                     | The Midnight Library                                   | Die Mitternachtsbibliothek                                                          |                            |
| Laurell K. Hamilton                           | Smolder                                                |                                                                                     |                            |
| Tom Hanks                                     | The Making of another Major Motion Picture Masterpiece |                                                                                     |                            |
| Kristin Harmel                                | The Paris Daughter                                     |                                                                                     |                            |
| Jane Harper                                   | Exiles                                                 | Die Suche                                                                           |                            |
| Alix E. Harrow                                | Starling House                                         | Starling House                                                                      |                            |
| Emilia Hart                                   | Weyward                                                | Die Unbändigen                                                                      |                            |
| Kristy Woodson Harvey                         | The Summer of Songbirds                                |                                                                                     |                            |
| Rachel Hawkins                                | The Villa                                              |                                                                                     |                            |
| Grady Hendrix                                 | How To Sell A Haunted House                            |                                                                                     |                            |
| Emily Henry                                   | Happy Place                                            | Happy place                                                                         | 5                          |
| Patti Callahan Henry                          | The Secret Book of Flora Lea                           |                                                                                     |                            |
| Sally Hepworth                                | The Soulmate                                           |                                                                                     |                            |
| Mary Higgins Clark Alafair Burke              | Where are the Children now?                            | So dunkel die Nacht                                                                 |                            |
| Elin Hilderbrand                              | The Five-Star Weekend                                  | Das Fünf Sterne Wochenende                                                          | 3                          |
| Anne Hillerman                                | The Way of the Bear                                    |                                                                                     |                            |
| Nathan Hill                                   | Wellness                                               | Wellness                                                                            |                            |
| Alice Hoffman                                 | The Invisible Hour                                     |                                                                                     |                            |
| Rupert Holmes                                 | Murder Your Employer                                   | How to murder your Boss                                                             |                            |
| Colleen Hoover                                | It ends with us                                        | Nur noch ein einziges Mal                                                           |                            |
| Colleen Hoover                                | Verity                                                 | Verity                                                                              |                            |
| Sonny Hostin                                  | Summer on Sag Harbor                                   |                                                                                     |                            |
| Gregg Hurwitz                                 | The Last Orphan                                        |                                                                                     |                            |
| Jenny Jackson                                 | Pineapple Street                                       | Pineapple Street                                                                    |                            |
| Craig Johnson                                 | The Longmire Defense                                   |                                                                                     |                            |
| Lisa Jewell                                   | None of this is True                                   |                                                                                     |                            |
| Sadeqa Johnson                                | The House Of Eve                                       |                                                                                     |                            |
| Deepti Kapoor                                 | Age Of Vice                                            | Zeit der Schuld                                                                     |                            |
| Jonathan Kellerman                            | Unnatural History                                      |                                                                                     |                            |
| Angie Kim                                     | Happiness Falls                                        |                                                                                     |                            |
| Stephen King                                  | Fairy Tale                                             | Fairy tale                                                                          |                            |
| Stephen King                                  | Holly                                                  | Holly                                                                               | 2                          |
| Barbara Kingsolver                            | Demon Copperhead                                       | Demon Copperhead                                                                    |                            |
| T. J. Klune                                   | In the Lives of Puppets                                | Die unerhörte Reise der Familie Lawson                                              |                            |
| Jessica Knoll                                 | Bright Young Women                                     | Bright Young Women                                                                  |                            |
| Kevin M. Kruse Julian E. Zelizer              | Myth America                                           |                                                                                     |                            |
| William Kent Krueger                          | The River We Remember                                  |                                                                                     |                            |
| R.F. Kuang                                    | Babel                                                  | Babel                                                                               |                            |
| R.F. Kuang                                    | Yellowface                                             | Yellowface                                                                          |                            |
| Mary Kubica                                   | Just The Nicest Couple                                 |                                                                                     |                            |
| Scott Lang Rob Kutner                         | Look out for the Little Guy!                           |                                                                                     |                            |
| Shari Lapena                                  | Everyone Here is Lying                                 |                                                                                     |                            |
| Christina Lauren                              | The True Love Experiment                               | The True Love Experiment                                                            |                            |
| Dennis Lehane                                 | Small Mercies                                          | Sekunden der Gnade                                                                  |                            |
| Donna Leon                                    | So Shall You Reap                                      | Wie die Saat, so die Ernte : Commissario Brunettis zweiunddreißigster Fall          |                            |
| Fran Littlewood                               | Amazing Grace Adams                                    | Die unglaubliche Grace Adams                                                        |                            |
| Debbie Macomber                               | Must Love Flowers                                      | Ein Garten voller Glück                                                             |                            |
| Mike Maden                                    | Clive Cussler: Fire Strike                             | Brennender Sand                                                                     |                            |
| Sam Maggs                                     | Star Wars Jedi: Battle Scars                           | Star Wars: Jedi – Kampfnarben                                                       |                            |
| Rebecca Makkai                                | I Have Some Questions For You                          | Ich hätte da ein paar Fragen an Sie                                                 |                            |
| Kerri Maniscalco                              | Throne of the Fallen                                   | Throne of the Fallen – Verführt                                                     |                            |
| James McBride                                 | The Heaven & Earth Grocery Store                       | Himmel & Erde                                                                       |                            |
| Alice McDermott                               | Absolution                                             |                                                                                     |                            |
| Kyle Mills                                    | Vince Flynn: Code Red                                  |                                                                                     |                            |
| Megan Miranda                                 | The Only Survivor                                      | Sieben Stunden. Wen würdest du retten?                                              |                            |
| Kate Morton                                   | Homecoming                                             | Heimwärts                                                                           |                            |
| Jojo Moyes                                    | Someone Else’s Shoes                                   | Mein Leben in Deinem                                                                |                            |
| Ann Napolitano                                | Dear Beautiful                                         | Hallo, du Schöne                                                                    |                            |
| Jo Nesbø                                      | Killing Moon                                           | Blutmond                                                                            |                            |
| T. J. Newman                                  | Drowning                                               | Absturz                                                                             |                            |
| Maggie O’Farrell                              | The Marriage Portrait                                  | Porträt einer Ehe                                                                   |                            |
| Richard Osman                                 | The Last Devil to Die                                  | Der Donnerstagsmordclub oder Ein Teufel stirbt immer zuletzt (Die Mordclub-Serie 4) |                            |
| Christopher Paolini                           | Fractal Noise                                          | Fractal Noise                                                                       |                            |
| Ann Patchett                                  | Tom Lake                                               | Der Sommer zu Hause                                                                 | 1                          |
| James Patterson                               | Alex Cross must Die                                    |                                                                                     |                            |
| James Patterson                               | Triple Cross                                           |                                                                                     |                            |
| James Patterson James O. Born                 | Obsessed                                               |                                                                                     |                            |
| James Patterson Brendan DuBois                | Countdown                                              |                                                                                     |                            |
| James Patterson Brendan DuBois                | Cross Down                                             |                                                                                     |                            |
| James Patterson Mike Lupica                   | The House Of Wolves                                    |                                                                                     |                            |
| James Patterson Mike Lupica                   | 12 Months to Live                                      |                                                                                     |                            |
| James Patterson Maxine Paetro                 | The 23rd Midnight                                      |                                                                                     |                            |
| James Patterson Duane Swierczynski            | Lion & Lamb                                            |                                                                                     |                            |
| Susan Patterson Susan DiLallo James Patterson | Things I wish I told my mother                         |                                                                                     |                            |
| Jordan Peele John Joseph Adams (Hrsg.)        | Out there Screaming                                    |                                                                                     |                            |
| Sarah Penner                                  | The London Seance Society                              | Die geheime Gesellschaft                                                            |                            |
| Louise Penny                                  | The World of Curiosities                               | Ein sicheres Zuhause                                                                |                            |
| Jodi Picoult Jennifer Finney Boylan           | Mad Honey                                              | Wildhonig                                                                           |                            |
| Douglas Preston Lincoln Child                 | The Cabinet of Dr. Leng                                | Death – Das Kabinett des Dr. Leng                                                   |                            |
| Douglas Preston Lincoln Child                 | Dead Mountain                                          | Old Bones – Das neunte Opfer                                                        |                            |
| Julia Quinn Shonda Rhimes                     | Queen Charlotte                                        | Queen Charlotte – Bevor es die Bridgertons gab, veränderte diese Liebe die Welt     |                            |
| Ana Reyes                                     | The House In The Pines                                 |                                                                                     |                            |
| J.D. Robb                                     | Encore In Dead                                         |                                                                                     | 1                          |
| J.D. Robb                                     | Payback in Death                                       |                                                                                     |                            |
| Nora Roberts                                  | Identity                                               |                                                                                     | 1                          |
| Nora Roberts                                  | Inheritance                                            |                                                                                     |                            |
| James Rollins                                 | Tides of Fire                                          | Feuerring                                                                           |                            |
| Jeneva Rose                                   | You shouldn’t have come here                           |                                                                                     |                            |
| Patrick Rothfuss                              | The Narrow Road between Desires                        | Der Weg der Wünsche                                                                 |                            |
| Steven Rowley                                 | The Celebrants                                         |                                                                                     |                            |
| Salman Rushdie                                | Victory City                                           | Victory City                                                                        |                            |
| Richard Russo                                 | Somebody’s Fool                                        | Von guten Eltern                                                                    |                            |
| Riley Sager                                   | The only One left                                      | Hope's End : Du kannst niemandem trauen                                             |                            |
| Brandon Sanderson                             | Tress of the Emerald Sea                               | Weit über der smaragdgrünen See                                                     |                            |
| Brandon Sanderson                             | Yumi and the Nightmare Painter                         |                                                                                     |                            |
| John Sandford                                 | Dark Angel                                             |                                                                                     | 1                          |
| John Sandford                                 | Judgment Prey                                          |                                                                                     |                            |
| John Scalzi                                   | Starter Villain                                        |                                                                                     |                            |
| V. E. Schwab                                  | The Fragile Threads of Power                           | Threads of Power – Die feinen Fäden der Magie                                       |                            |
| Lisa Scottoline                               | Loyalty                                                |                                                                                     |                            |
| Lisa See                                      | Lady Tan’s Circle of Women                             |                                                                                     |                            |
| Samantha Shannon                              | A Day Of Fallen Night                                  | Das Kloster des geheimen Baumes (dt. 2 Bände)                                       |                            |
| Daniel Silva                                  | The Collector                                          | Der Kunstsammler                                                                    |                            |
| Nina Simon                                    | Mother-Daughter Murder Night                           | Cosy Crime mit Witz und starken Frauen                                              |                            |
| Curtis Sittenfeld                             | Romantic Comedy                                        | Romantic Comedy                                                                     |                            |
| Karin Slaughter                               | After that Night                                       | Die letzte Nacht                                                                    |                            |
| Karin Smirnoff                                | The Girl in the Eagle’s Talons                         | Verderben                                                                           |                            |
| Clint Smith                                   | Above Ground                                           |                                                                                     |                            |
| Zadie Smith                                   | The Fraud                                              | Betrug                                                                              |                            |
| Nicholas Sparks                               | Dreamland                                              | Im Traum bin ich bei dir                                                            |                            |
| Danielle Steel                                | The Ball at Versailles                                 |                                                                                     |                            |
| Danielle Steel                                | Happiness                                              |                                                                                     |                            |
| Danielle Steel                                | Palazzo                                                |                                                                                     |                            |
| Danielle Steel                                | Second Act                                             |                                                                                     |                            |
| Danielle Steel                                | The Wedding Planner                                    | Am schönsten Tag                                                                    |                            |
| Danielle Steel                                | Worthy Opponents                                       |                                                                                     |                            |
| Danielle Steel                                | Without A Trace                                        |                                                                                     |                            |
| Michelle Min Sterling                         | Camp Zero                                              |                                                                                     |                            |
| Brad Thor                                     | Dead Fall                                              |                                                                                     |                            |
| Luis Alberto Urrea                            | Good Night, Irene                                      |                                                                                     |                            |
| Shelby Van Pelt                               | Remarkably Bright Creatures                            | Das Glück hat acht Arme                                                             |                            |
| Abraham Verghese                              | The Covenant of Water                                  | Die Träumenden von Madras                                                           |                            |
| Jeannette Walls                               | Hang The Moon                                          | Vom Himmel die Sterne                                                               |                            |
| J. R. Ward                                    | Lassiter                                               | Der gefallene Engel – Lassiter ; Die Black Dagger Broderhood 21                     |                            |
| Jesmyn Ward                                   | Let Us Descend                                         | So gehn wir denn hinab                                                              |                            |
| Ruth Ware                                     | Zero Days                                              | Zero Days                                                                           |                            |
| Brent Weeks                                   | Night Angel Nemesis                                    | Nachtengel – Gemini                                                                 |                            |
| Jennifer Weiner                               | The Breakaway                                          |                                                                                     |                            |
| Martha Wells                                  | System Collapse                                        | Systemkollaps: Ein Killerbot-Roman                                                  |                            |
| Colson Whitehead                              | Crook Manifesto                                        | Die Regel des Spiels                                                                |                            |
| Don Winslow                                   | City of Dreams                                         | City of Dreams                                                                      |                            |
| Jacqueline Winspear                           | The White Lady                                         |                                                                                     |                            |
| Rebecca Yarros                                | Fourth Wing                                            | Fourth Wing – Flammengeküsst                                                        | 16                         |
| Rebecca Yarros                                | Iron Flame                                             | Iron Flame – Flammengeküsst                                                         | 2                          |
| Adrienne Young                                | The Unmaking of June Farrow                            |                                                                                     |                            |
| Gabrielle Zevin                               | Tomorrow, And Tomorrow, And Tomorrow                   | Morgen, morgen und wieder morgen                                                    |                            |